# Миккосуки (индейская резервация)
Миккосуки (англ. Miccosukee Indian Reservation) — индейская резервация микасуков в южной части штата Флорида, США, единственная резервация племени.

## История
Исторически, микасуки происходят от племени чиаха, одного из племён Конфедерации криков на территории современной Джорджии. Под давлением европейского вторжения на их территорию они мигрировали на север Флориды в начале XVIII века, где стали частью развивающейся нации семинолов.
Во время Индейских войн XIX века большая часть микасуков была депортирована на Индейскую территорию, но около 100 человек, в основном говорящих на языке микасуки, сумели избежать переселения и прятались в болотах Эверглейдса. Нынешние члены племени насчитывают около 600 человек и являются прямыми потомками тех, кто избежал депортации.

## География
Резервация разделена на три части (или три резервации) в двух округах в южной части Флориды. Самый большой участок известен как резервация Аллигатор-Аллей (англ. Alligator Alley Reservation), который расположен в крайней западной части округа Брауард, на границе  с округом Коллиер. Он имеет площадь 329,076 км².
Вторым по величине участком является резервация Тамиами-Трейл (англ. Tamiami Trail Reservation), которая расположена в 64 км к западу от Майами, в центрально-западной части округа Майами-Дейд. Хотя этот участок намного меньше, чем Аллигатор-Аллей, он является центром большинства операций племени. Он имеет площадь 2,884 км².
Самый маленький участок Миккосуки — резервация Кроум-Авеню (англ. Krome Avenue Reservation), расположенная к востоку от Тамиами-Трейл и к западу от города Майами. Этот участок имеет площадь земли всего 0,2227 км² или 55,04 акра, но именно тут расположен курортный и игровой комплекс Miccosukee Resort & Gaming. Доход от этого предприятия поддерживает экономическое развитие, а также образование и благосостояние племени.
Общая площадь резервации, включая водно-болотные угодья, составляет 332,183 км².

## Демография
В 1990-е годы племя насчитывало 403 члена. Согласно федеральной переписи населения 2020 года в резервации проживало 535 человек. Расовый состав распределился следующим образом: белые — 330 чел., афроамериканцы — 0 чел., коренные американцы (индейцы США) — 0 чел., азиаты — 2 чел., океанийцы — 0 чел., представители других рас — 2 чел., представители двух или более рас — 201 человек; испаноязычные или латиноамериканцы любой расы составили 533 человека. Плотность населения составляла 1,12 чел./км².